# فیلم‌شناسی ست روگن
ست روگن بازیگر، نویسنده، تهیه‌کننده و کارگردان آمریکایی-کانادایی است. او برای اولین بار با بازی در فیلم دانی دارکو به عنوان بازیگر وارد هالیوود شد و تاکنون در فیلم‌های موفقی هم از نظر فروش گیشه هم انتقادی حضور یافته‌است. او در فیلم همسایگان یک و دو، با زک افرون دوست صمیمی خود هم بازی شد.‌‌ ست روگن پس از سال ۲۰۱۳ تجربه تهیه‌کنندگی ۱۹ فیلم و کارگردانی ۳ فیلم را نیز تجربه کرد. فیلم‌شناسی زیر فهرستی از فیلم‌ها، مجموعه‌های تلویزیونی، موزیک ویدیوها و دیگر آثاری‌ست که ست روگن، بازیگر آمریکایی-کانادایی در آنها نقش‌آفرینی کرده‌است.

## فیلم

### به عنوان بازیگر
| سال  | عنوان                                | نقش                              | توضیحات                                                          |
| ---- | ------------------------------------ | -------------------------------- | ---------------------------------------------------------------- |
| ۲۰۰۱ | دانی دارکو                           | ریکی دن‌فورث                      |                                                                  |
| ۲۰۰۴ | گوینده: افسانه ران برگندی            | اسکاتی عکاسه                     |                                                                  |
| ۲۰۰۵ | باکره چهل‌ساله                        | کل                               |                                                                  |
| ۲۰۰۶ | شما، من و دوپری                      | نیل                              |                                                                  |
| ۲۰۰۷ | شرک ۳                                | کاپیتان کشتی                     | صداپیشه                                                          |
| ۲۰۰۷ | باردار                               | بن استون                         |                                                                  |
| ۲۰۰۷ | ست و جی در برابر قیامت               | ست روگن (خودش)                   | فیلم کوتاه فیلم این پایان کار است اقتباسی از این فیلم کوتاه است. |
| ۲۰۰۷ | خیلی بد                              | افسر مایکلز                      |                                                                  |
| ۲۰۰۸ | ماجراهای اسپایدرویک                  | هاگ‌اسکوییل                       | صداپیشه                                                          |
| ۲۰۰۸ | هورتون صدایی می‌شنود!                 | مورتون موشه                      | صداپیشه                                                          |
| ۲۰۰۸ | پاندای کونگ‌فوکار                     | مانتیس (آخوندک چینی)             | صداپیشه                                                          |
| ۲۰۰۸ | برادرخوانده                          | مدیر وسایل ورزشی                 | حضور افتخاری                                                     |
| ۲۰۰۸ | پاین‌اپل اکسپرس                       | دیل دنتون                        |                                                                  |
| ۲۰۰۸ | زک و میری فیلم پورنو می‌سازند         | زک براون                         |                                                                  |
| ۲۰۰۹ | پسرهای طرفدار                        | دریاسالار سی‌شولتز / بیگانه / روچ |                                                                  |
| ۲۰۰۹ | هیولاها علیه بیگانگان                | بی.او.بی.                        | صداپیشه                                                          |
| ۲۰۰۹ | مشاهده و گزارش                       | رانی بارن‌هاردت                   |                                                                  |
| ۲۰۰۹ | آدم‌های بامزه                         | ایرا رایت                        |                                                                  |
| ۲۰۰۹ | تعطیلات بزرگ بی. او. بی.             | بی.او.بی.                        | صداپیشه، فیلم کوتاه                                              |
| ۲۰۱۱ | زنبور سبز                            | زنبور سبز                        |                                                                  |
| ۲۰۱۱ | پل                                   | پل                               | صداپیشه                                                          |
| ۲۰۱۱ | پاندای کونگ‌فوکار ۲                   | مانتیس (آخوندک چینی)             | صداپیشه                                                          |
| ۲۰۱۱ | ۵۰/۵۰                                | کایل هیرونز                      |                                                                  |
| ۲۰۱۱ | این والس از آن تو                    | لو روبین                         |                                                                  |
| ۲۰۱۱ | پاندای کونگ‌فوکار: اسرار استادان      | مانتیس (آخوندک چینی)             | صداپیشه، فیلم کوتاه                                              |
| ۲۰۱۱ | شب هویچ‌های جاندار                    | بی.او.بی.                        | صداپیشه، فیلم کوتاه                                              |
| ۲۰۱۲ | واسه داشتن یه زمان خوش، تماس بگیرید… | جری                              | حضور افتخاری                                                     |
| ۲۰۱۲ | سفر گناه                             | اندی بروستر                      |                                                                  |
| ۲۰۱۳ | این پایان کار است                    | خودش                             |                                                                  |
| ۲۰۱۴ | همسایه‌ها                             | مک ردنر                          |                                                                  |
| ۲۰۱۴ | خیابان جامپ شماره ۲۲                 | مورتون اشمیدت                    | حضور افتخاری                                                     |
| ۲۰۱۴ | خشم و هیاهو                          | مدیر تلگراف                      | حضور افتخاری                                                     |
| ۲۰۱۴ | مصاحبه                               | آرون راپوپورت                    |                                                                  |
| ۲۰۱۵ | استیو جابز                           | استیو وازنیک                     |                                                                  |
| ۲۰۱۵ | شب قبل                               | آیزک                             |                                                                  |
| ۲۰۱۵ | پاندا کونگ‌فوکار: رازهای کتیبه‌ی اسرار | مانتیس (آخوندک چینی)             | صداپیشه، فیلم کوتاه                                              |
| ۲۰۱۶ | پاندای کونگ‌فوکار ۳                   | مانتیس (آخوندک چینی)             | صداپیشه                                                          |
| ۲۰۱۶ | همسایه‌ها ۲: انجمن خواهری برمی‌خیزد    | مک ردنر                          |                                                                  |
| ۲۰۱۶ | مهمانی سوسیسی                        | فرانک / گروهبان فلفل             | صداپیشه                                                          |
| ۲۰۱۷ | هنرمند فاجعه                         | سندی شکلر                        |                                                                  |
| ۲۰۱۸ | آریزونا                              | رئیسِ کَسی                         | حضور افتخاری ذکر نشده                                            |
| ۲۰۱۸ | مثل پدر                              | جف                               |                                                                  |
| ۲۰۱۹ | تیری در تاریکی                       | فرد فلارسکی                      |                                                                  |
| ۲۰۱۹ | شیرشاه                               | پومبا                            | صداپیشه                                                          |
| ۲۰۱۹ | زیروویل                              | مرد وایکینگی                     |                                                                  |
| ۲۰۲۰ | یک خیارشور آمریکایی                  | هرشل گرینبام / بن گرینبام        |                                                                  |
| ۲۰۲۳ | پول احمقانه                          |                                  |                                                                  |
| ۲۰۲۴ | موفاسا: شیرشاه                       |                                  | صداپیشه                                                          |

### به عنوان کارگردان
| سال  | عنوان             | یادداشت                              |
| ---- | ----------------- | ------------------------------------ |
| ۲۰۱۳ | این پایان کار است | کارگردانی با اوان گلدبرگ             |
| ۲۰۱۴ | مصاحبه            | کارگردانی با اوان گلدبرگ             |
| ۲۰۱۷ | شهر موزها         | کارگردانی با اوان گلدبرگ؛ فیلم کوتاه |

### به عنوان تهیه‌کننده
| سال  | عنوان                             | یادداشت           |
| ---- | --------------------------------- | ----------------- |
| ۲۰۰۵ | باکره چهل‌ساله                     | تولیدکننده        |
| ۲۰۰۷ | باردار                            | مدیر اجرایی تولید |
| ۲۰۰۷ | خیلی بد                           | مدیر اجرایی تولید |
| ۲۰۰۸ | پاین‌اپل اکسپرس                    | مدیر اجرایی تولید |
| ۲۰۰۹ | آدم‌های بامزه                      | مدیر اجرایی تولید |
| ۲۰۱۱ | زنبور سبز                         | مدیر اجرایی تولید |
| ۲۰۱۱ | ۵۰/۵۰                             |                   |
| ۲۰۱۲ | سفر گناه                          | مدیر اجرایی تولید |
| ۲۰۱۳ | این پایان کار است                 |                   |
| ۲۰۱۴ | همسایه‌ها                          |                   |
| ۲۰۱۴ | مصاحبه                            |                   |
| ۲۰۱۵ | شب قبل                            |                   |
| ۲۰۱۶ | مهمانی سوسیسی                     |                   |
| ۲۰۱۶ | همسایه‌ها ۲: انجمن خواهری برمی‌خیزد |                   |
| ۲۰۱۷ | هنرمند فاجعه                      |                   |
| ۲۰۱۸ | بازدارندگان                       |                   |
| ۲۰۱۸ | بازی تموم شد، مرد!                |                   |
| ۲۰۱۹ | تیری در تاریکی                    |                   |
| ۲۰۱۹ | پسران خوب                         |                   |
| ۲۰۲۰ | یک خیارشور آمریکایی               |                   |
| ٢۰٢٣ | لاک پشت های نینجا: آشوب جهش یافته | مدیر اجرایی تولید |

### به عنوان نویسنده
| سال  | عنوان                             |
| ---- | --------------------------------- |
| ۲۰۰۷ | خیلی بد                           |
| ۲۰۰۸ | دریلبیت تیلور                     |
| ۲۰۰۸ | پاین‌اپل اکسپرس                    |
| ۲۰۱۱ | زنبور سبز                         |
| ۲۰۱۲ | دیدبان                            |
| ۲۰۱۳ | این پایان کار است                 |
| ۲۰۱۴ | مصاحبه                            |
| ۲۰۱۶ | مهمانی سوسیسی                     |
| ۲۰۱۶ | همسایه‌ها ۲: انجمن خواهری برمی‌خیزد |

## تلویزیون

### به عنوان بازیگر
| سال              | عنوان                                      | نقش                          | توضیحات                        |
| ---------------- | ------------------------------------------ | ---------------------------- | ------------------------------ |
| ۱۹۹۹–۲۰۰۰        | فریک‌ها و گیک‌ها                             | کن میلر                      | نقش اصلی (۱۸ قسمت)             |
| ۲۰۰۱–۲۰۰۲        | اعلام‌نشده                                  | ران گارنر                    | نقش اصلی (۱۸ قسمت)             |
| ۲۰۰۳             | نهر داوسون                                 | باب                          | قسمت: «آ»                      |
| ۲۰۰۶             | بابای آمریکایی!                            | دانش‌آموز (صدا)               | قسمت: «کمپ پناهندگان»          |
| ۲۰۰۶             | کمکم کن کمکت کنم                           | ست                           | قسمت: «زنان در حال کارند»      |
| ۲۰۰۷، ۲۰۰۹، ۲۰۱۴ | پخش زنده شنبه شب                           | خودش (میزبان)                | ۳ قسمت                         |
| ۲۰۰۹             | هشتاد و یکمین دوره جوایز اسکار             | دیل دنتون                    | برنامه مخصوص تلویزیون          |
| ۲۰۰۹             | مرد خانواده                                | خودش (صدا)                   | ۲ قسمت                         |
| ۲۰۰۹، ۲۰۱۴       | سیمپسون‌ها                                  | لایل مک‌کا رتی / خودش (صداها) | ۲ قسمت                         |
| ۲۰۰۹             | هیولاها علیه بیگانگان: کدو حلوایی‌های فضایی | ب.ا.ب. (صدا)                 | برنامه مخصوص تلویزیون          |
| ۲۰۱۰             | تعطیلات پاندای کونگ‌فوکار                   | مانتیس (صدا)                 | برنامه مخصوص تلویزیون          |
| ۲۰۱۱             | جایزه ام‌تی‌وی ۲۰۱۱                          | مایک دی آینده                | برنامه مخصوص تلویزیون          |
| ۲۰۱۱–۲۰۱۴        | لیگ                                        | رندی کثیف                    | ۶ قسمت                         |
| ۲۰۱۲             | پیش به سوی مشرق و پایین‌تر                  | تگزاس پیچر                   | قسمت: «قسمت ۲۱»                |
| ۲۰۱۲             | بیست‌وهفتمین جوایز مستقل روح و روان         | خودش (میزبان)                | برنامه مخصوص تلویزیون          |
| ۲۰۱۲             | کمدی بنگ! بنگ!                             | خودش                         | ۱ قسمت                         |
| ۲۰۱۳             | کمدی سنترال: سرخ کردن جیمز فرانکو          | خودش (میزبان)                | برنامه مخصوص تلویزیون          |
| ۲۰۱۳             | پروژه میندی                                | سم کلاینفیلد                 | قسمت: «اونی که دررفت»          |
| ۲۰۱۳             | پرورش شکست‌خورده                            | جرج بلوث جوان                | ۴ قسمت                         |
| ۲۰۱۳             | عشق در حال سوختن                           | راجر                         | ۲ قسمت                         |
| ۲۰۱۳–۲۰۱۵        | شو کرول                                    | شخصیت‌های مختلف               | ۴ قسمت                         |
| ۲۰۱۴             | جوخه لویتر                                 | دختر کوچولو                  | قسمت: «فیگر فور لگ لاک»        |
| ۲۰۱۴             | بازگشت                                     | خودش                         | ۲ قسمت                         |
| ۲۰۱۵             | براد سیتی                                  | استیسیِ مرد                   | قسمت: «در حرارت»               |
| ۲۰۱۶             | مهمونی شام مارتا و اسنوپ                   | خودش                         | قسمت: «گذاشتن پاتلاک درون پات» |
| ۲۰۱۷             | دکنر کن                                    | خودش                         | قسمت: «آزمایش بازیگری بزرگ کن» |
| ۲۰۱۷             | دوستانی از کالج                            | پل دابکین                    | قسمت: «دومین عروسی»            |
| ۲۰۱۸             | تاریخچهٔ مست                                | ولاد سوم                     | قسمت: «هالووین»                |
| ۲۰۱۹             | منطقه نیمه‌روشن                             | خودش / آدام وگمن             | قسمت: «مرد تار»                |
| ۲۰۲۰–۲۰۱۹        | مرد‌ آینده                                  | سوسان                        | ۵ قسمت                         |
| ۲۰۲۰–۲۰۱۹        | د بویز                                     | خودش                         | ۲ قسمت                         |
| ۲۰۲۱             | شکست‌ناپذیر                                 | بیگانه                       | ۲ قسمت                         |

### به عنوان کارگردان
| سال       | عنوان     | توضیحات |
| --------- | --------- | ------- |
| ۲۰۱۹–۲۰۱۶ | واعظ      | ۴ قسمت  |
| ۲۰۲۰–۲۰۱۷ | مرد آینده | ۳ قسمت  |

### به عنوان تهیه‌کننده
| سال        | عنوان      | توضیحات           |
| ---------- | ---------- | ----------------- |
| ۲۰۱۹–۲۰۱۶  | واعظ       | مدیر اجرایی تولید |
| ۲۰۲۰–۲۰۱۷  | مرد آینده  | مدیر اجرایی تولید |
| ۲۰۱۹–اکنون | پسرها      | مدیر اجرایی تولید |
| ۲۰۲۱–اکنون | شکست‌ناپذیر | مدیر اجرایی تولید |

### به عنوان نویسنده
| سال       | عنوان     | توضیحات                                   |
| --------- | --------- | ----------------------------------------- |
| ۲۰۰۱–۲۰۰۲ | اعلام‌نشده | ۵ قسمت                                    |
| ۲۰۰۴      | شو علی جی | ۶ قسمت                                    |
| ۲۰۰۹      | سیمپسونها | قسمت: «هومر گنده»                         |
| ۲۰۱۳      | لیگ       | قسمت: «رفی و رندی کثیفه»                  |
| ۲۰۱۴      | لیگ       | قسمت: «وقتی رفی رندی کثیفه رو ملاقات کرد» |
| ۲۰۱۹–۲۰۱۶ | واعظ      |                                           |

## بازی‌های ویدئویی
| سال  | عنوان                     | صدای نقش  |
| ---- | ------------------------- | --------- |
| ۲۰۰۹ | هیولاها در مقابل بیگانگان | بی.او. بی |

## موزیک ویدیو
| سال  | عنوان                    | نقش     | هنرمند     |
| ---- | ------------------------ | ------- | ---------- |
| ۲۰۱۱ | برای حقت بجنگ (نسخه دوم) | مایک دی | بیستی بویز |

## بازخورد
ست روگن هم در زمینهٔ هنرپیشگی و هم در زمینه تهیه‌کنندگی و کارگردانی نمرات خوب و قابل توجهی را کسب کرده‌است. پایین‌ترین نمره او در سایت راتن تومیتوز متعلق به فیلم زنبور سبز (۴۳ درصد) و بالاترین نمره او در همین سایت برای فیلم باردار (۹۱ درصد) می‌باشد. لیست زیر نمرات فیلم‌هایی است که او به عنوان نویسنده، کارگردان و یا تهیه‌کننده در آن‌ها نقش داشته‌است.
| فیلم                              | راتن تومیتوز | متاکریتیک |
| --------------------------------- | ------------ | --------- |
| باکره چهل‌ساله                     | ۸۵٪          | ۷۳        |
| باردار                            | ۹۱٪          | ۸۵        |
| خیلی بد                           | ۸۸٪          | ۷۶        |
| پاین‌اپل اکسپرس                    | ۶۸٪          | ۶۴        |
| آدم‌های بامزه                      | ۶۸٪          | ۶۰        |
| زنبور سبز                         | ۴۳٪          | ۳۹        |
| ۵۰/۵۰                             | ۹۳٪          | ۷۲        |
| سفر گناه                          | ۳۸٪          | ۵۰        |
| این پایان کار است                 | ۸۳٪          | ۶۷        |
| این والس از آن تو                 | ۷۷٪          | ۶۸        |
| همسایه‌ها                          | ۷۳٪          | ۶۸        |
| مصاحبه                            | ۵۱٪          | ۵۲        |
| شب قبل                            | ۶۶٪          | ۵۸        |
| همسایه‌ها ۲: انجمن خواهری برمی‌خیزد | ۶۲٪          | ۵۸        |
| مهمانی سوسیسی                     | ۸۴٪          | ۶۶        |
| هنرمند فاجعه                      | ۹۱٪          | ۷۶        |
| تیری در تاریکی                    | ۸۱٪          | ۶۷        |
| یک خیارشور آمریکایی               | ۷۲٪          | ۵۸        |
| میانگین نمرات                     | ۷۶٪          | ۶۶        |